# نظيم آل بدر (القريشية)

تعديل مصدري - تعديل

نظيم آل بدر هي إحدى قرى عزلة قيفه آل محن يزيد بمديرية القريشية التابعة لمحافظة البيضاء، بلغ تعداد سكانها 373 نسمة حسب تعداد اليمن لعام 2004.